# Leonetto Cappiello
Cet article possède un paronyme, voir Cappello.
Leonetto Cappiello, né à Livourne le 9 avril 1875 et mort à Cannes le 2 février 1942, est un peintre, illustrateur, caricaturiste, affichiste et sculpteur italien, naturalisé français en 1930.
Cappiello est considéré, à la suite de Jules Chéret, comme le rénovateur de l'affiche française.

## La vie et l'œuvre

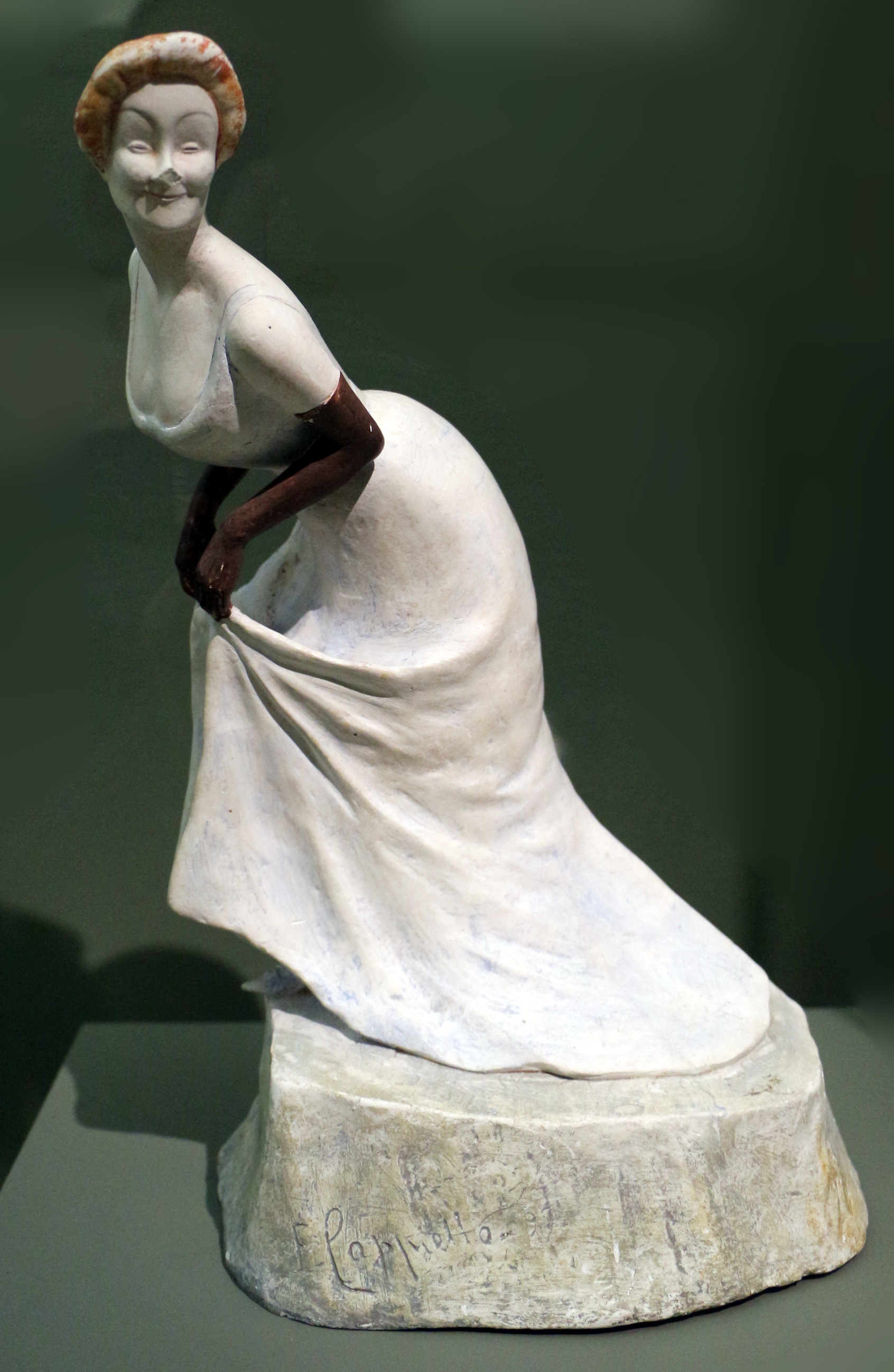
Yvette Guilbert (1899), plâtre peint, Paris, musée d'Orsay.

Leonetto Cappiello, né le 9 avril 1875, fait ses études à Livourne et publie en Italie un premier album de caricatures en 1895.
Installé en 1898 à Paris, où il commence sa carrière comme dessinateur humoristique, il collabore à de nombreux journaux, dont Le Rire, Le Sourire, L'Assiette au beurre, Le Cri de Paris. Un an plus tard, en 1899, il obtient un énorme succès en publiant un album, Nos actrices, portraits synthétiques, édité par La Revue blanche.
Sa carrière d'affichiste commence l'année suivante et se poursuit jusqu'aux années 1930. Il reste fidèle à l'imprimerie Vercasson jusqu'au début des années 1920, poursuit chez les Imprimeries réunies et commence, à la même période, à travailler régulièrement pour l'éditeur Devambez, avec qui il signe, de 1921 à 1936, un contrat d'exclusivité.
Parmi ses affiches les plus célèbres : Cachou Lajaunie (1900), La rose Jacqueminot pour Coty (1904), Chocolat Klaus (1903), Thermogène (1907), Cinzano (1910), Bouillon Kub (1911), Papier à cigarettes JOB (1912), Papier à cigarettes le Nil (1912) et la célèbre campagne Je ne fume que le Nil, Parapluie Revel (1922), Savourez la Savora (1930), Chaussures Bally (1931), Bouillon Kub (1931), Dubonnet (1932). Son style graphique, à partir des années 1910, s'épure, jusqu'à parfois ne laisser apparaître qu'un concept et la marque (comme dans la série Bouillon Kub).
Cappiello est aussi connu pour ses statuettes caricaturales, en terre cuite ou en plâtre, telles celles de Réjane et d'Yvette Guilbert, ainsi que pour ses illustrations de livres, comme La Princesse de Babylone de Voltaire et Le Poète assassiné d'Apollinaire, et pour ses portraits, dont ceux de Henri de Régnier et de son beau-frère Paul Adam.
Il exerce aussi dès 1907 en architecture d'intérieur, ce qui lui permet d'utiliser son talent artistique de façon encore plus variée, créant ainsi, par exemple, au cours de sa carrière dans ce domaine, cartons de tapisseries, panneaux peints, vitraux et parfois même l'ensemble du mobilier des lieux où il intervient. Une de ses œuvres les spectaculaires, où son métier de décorateur prolonge celui d'affichiste, est une immense fresque évoquant la vie festive de Montmartre, de 22 mètres de long sur 3 de haut, réalisée en 1935 lors de la rénovation de la brasserie Dupont (dite aussi Dupont Barbès) au carrefour des boulevards Barbès et Rochechouart (rénovation supervisée par l'architecte Charles Siclis, a qui a aussi été confié le reste de la décoration de l'établissement). Très colorée, élément phare d'une nouvelle décoration voulue moderne et soignée, bien que située à l'intérieur, au dessus du bar, son emplacement sur un mur courbe a été surtout choisi pour être très visible sous de multiples angles depuis l'extérieur, à travers la façade vitrée ; en attirant ainsi vers la brasserie le regard des passants, potentiels clients, elle a un fort impact publicitaire.
Il est membre du jury de Miss France 1936.
Il meurt en 1942 à Cannes, de façon soudaine. Il est d'abord inhumé au cimetière du Grand-Jas de Cannes, puis transféré en février 1956 au cimetière de Senlisse (Yvelines), dans la tombe où repose aussi sa femme Suzanne.

## L'art de l'affichiste
Un contemporain résume ainsi l'art de Cappiello affichiste : 

« Auprès des Grasset héraldiques, des Chéret colorés, les estampes de Cappiello, pareilles à de fidèles miroirs qui retraceraient au passage les mille et un reflets de la foule amusante et bigarrée, excelle à exprimer, par une seule figure, son sourire, son attitude, sa grâce un peu simiesque, la vertu d'un produit. La jeune femme au torse joliment moulé dans un corset, cette autre, aux lèvres de pourpre, à la chevelure ensoleillée, à la robe légère, qui boit de la citronnade, cette troisième décolletée, souriante, qui tend son verre au garçon tout de noir vêtu qui lui verse du Médoc, enfin la femme au cachou, sont autant d'affiches où il fut parfait. Ses autres panneaux de réclame théâtrale qu'il composa sur Réjane, Balthy ou Odette Dulac, ont le charme singulier de certains pastels moqueurs, qu'un dessinateur épris de japonisme et d'humour se serait plu à tracer de nos reines du théâtre. Ici encore, c'est le procédé employé par Cappiello dans ses croquis : le trait unifié, élargi tour à tour ou sinueux, serpentin ou persifleur, quelque chose comme la grimace expressive d'une figure amusante, le relief ingénieux d'une étincelante parodie. »

— Joseph Uzanne, Figures contemporaines tirées de l'Album Mariani.

Affiches de Leonetto Cappiello
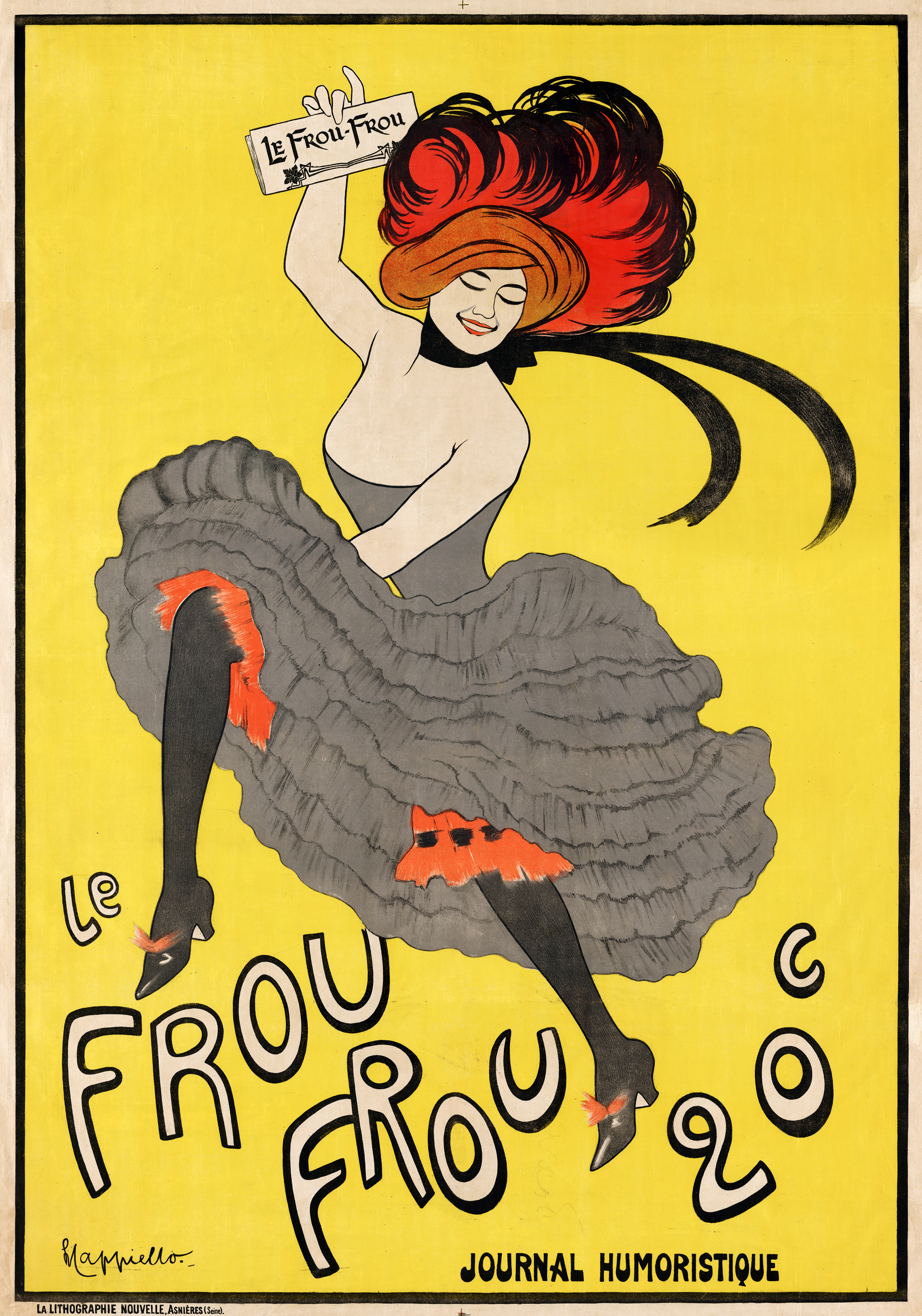
Le Frou-frou (1899).
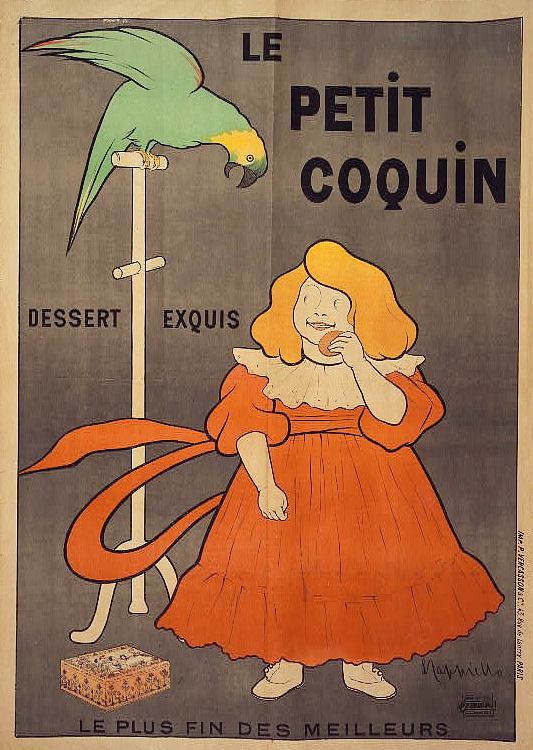
Le Petit Coquin (vers 1900).
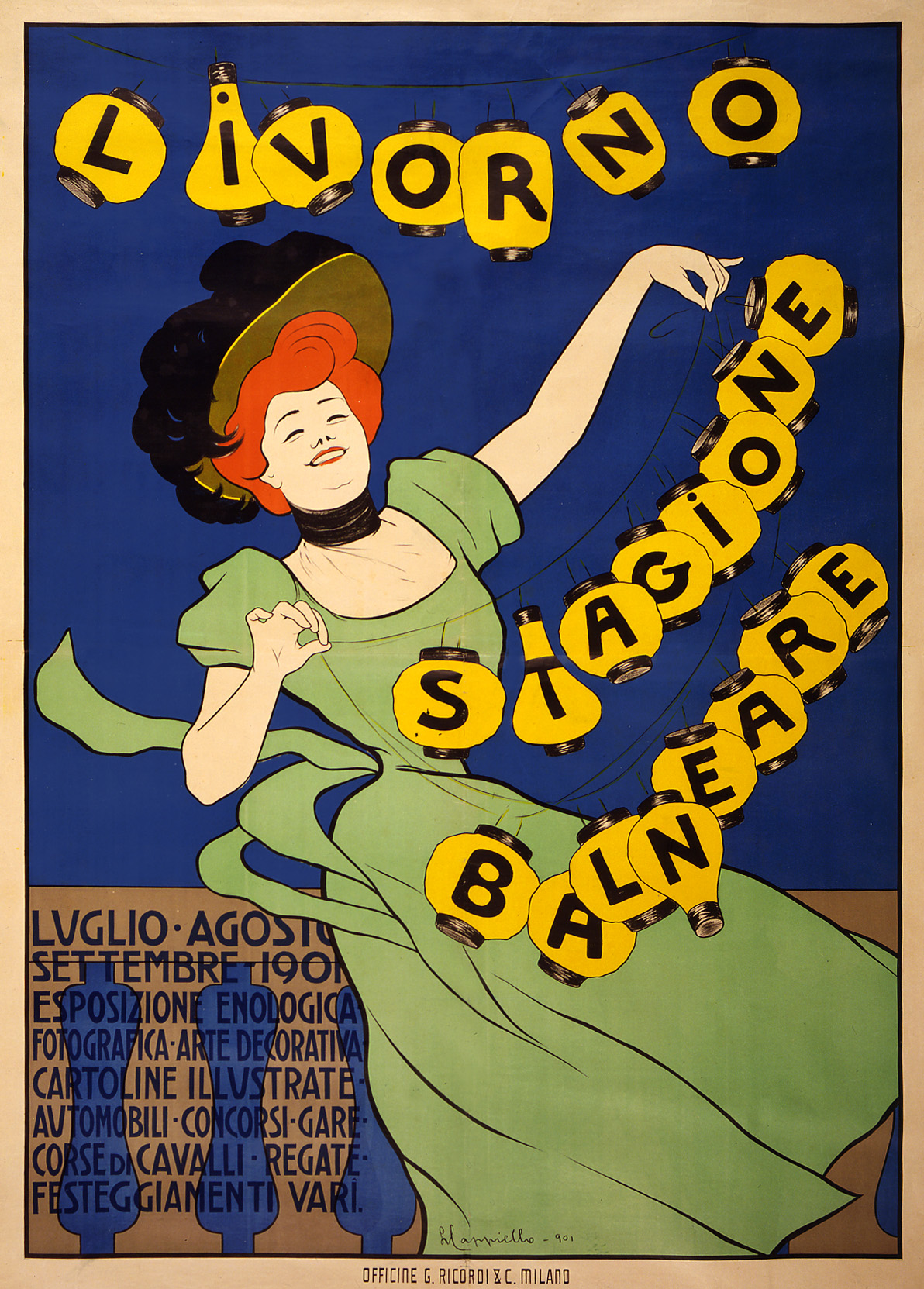
Livorno (1901).
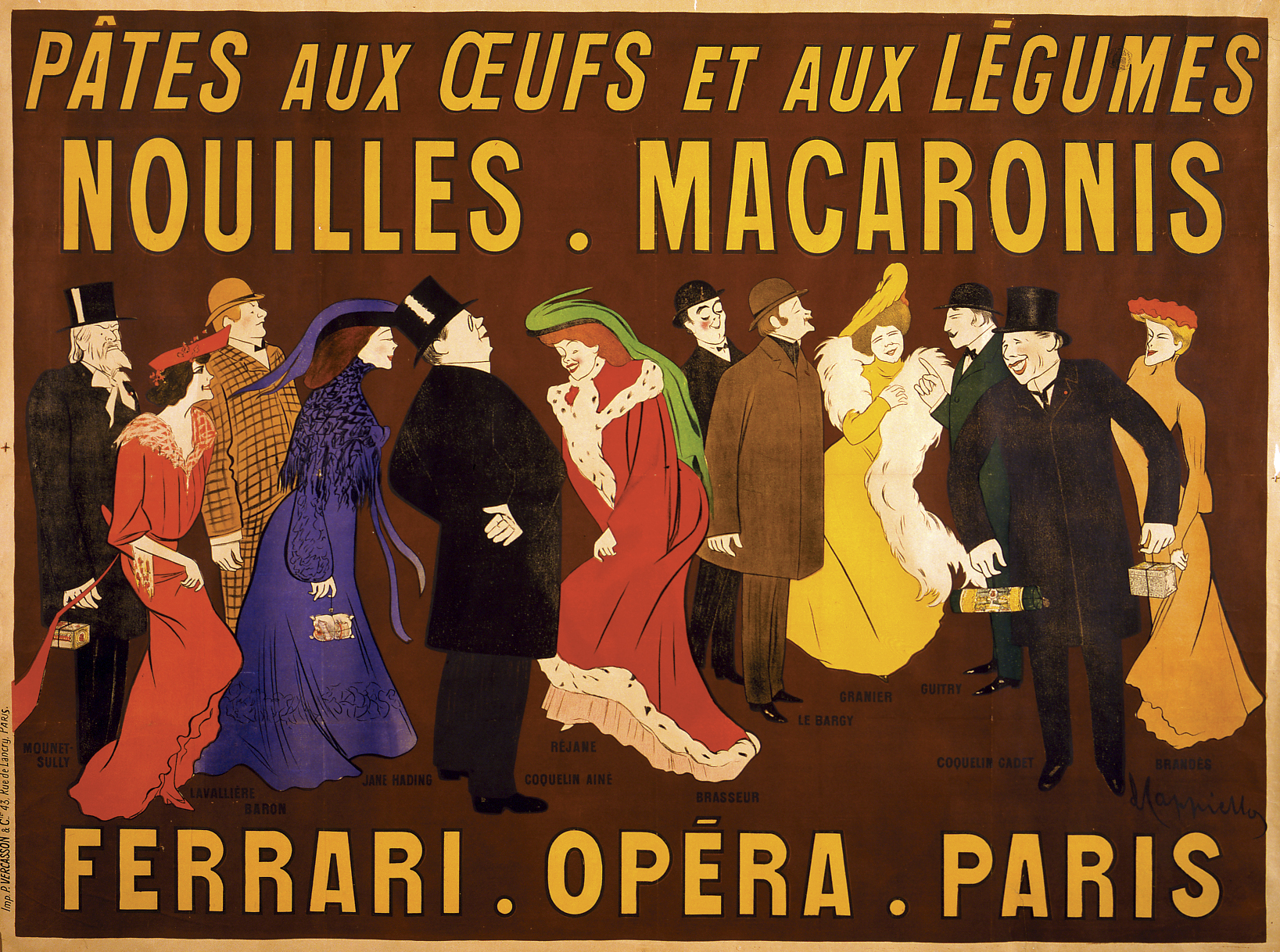
Pâtes Ferrari (entre 1901 et 1904)[9].
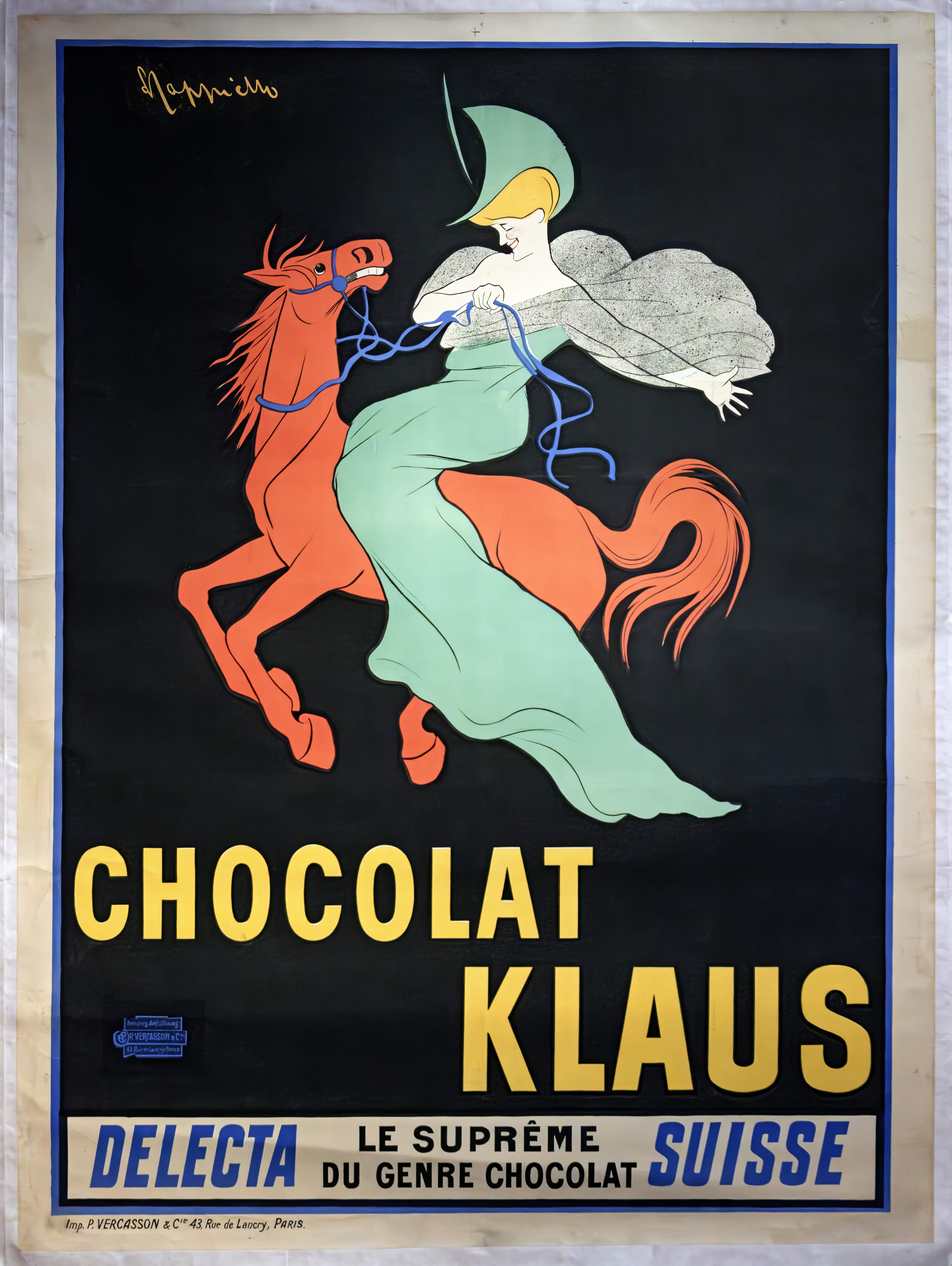
Chocolat Klaus (1903).
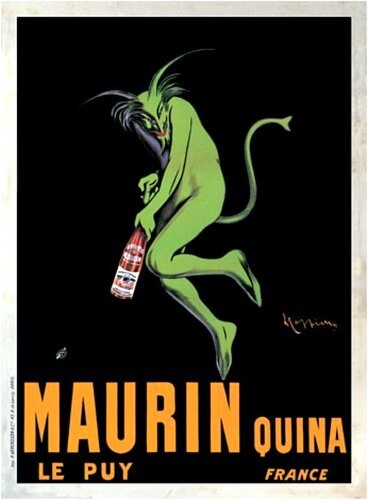
Maurin Quina (1906).
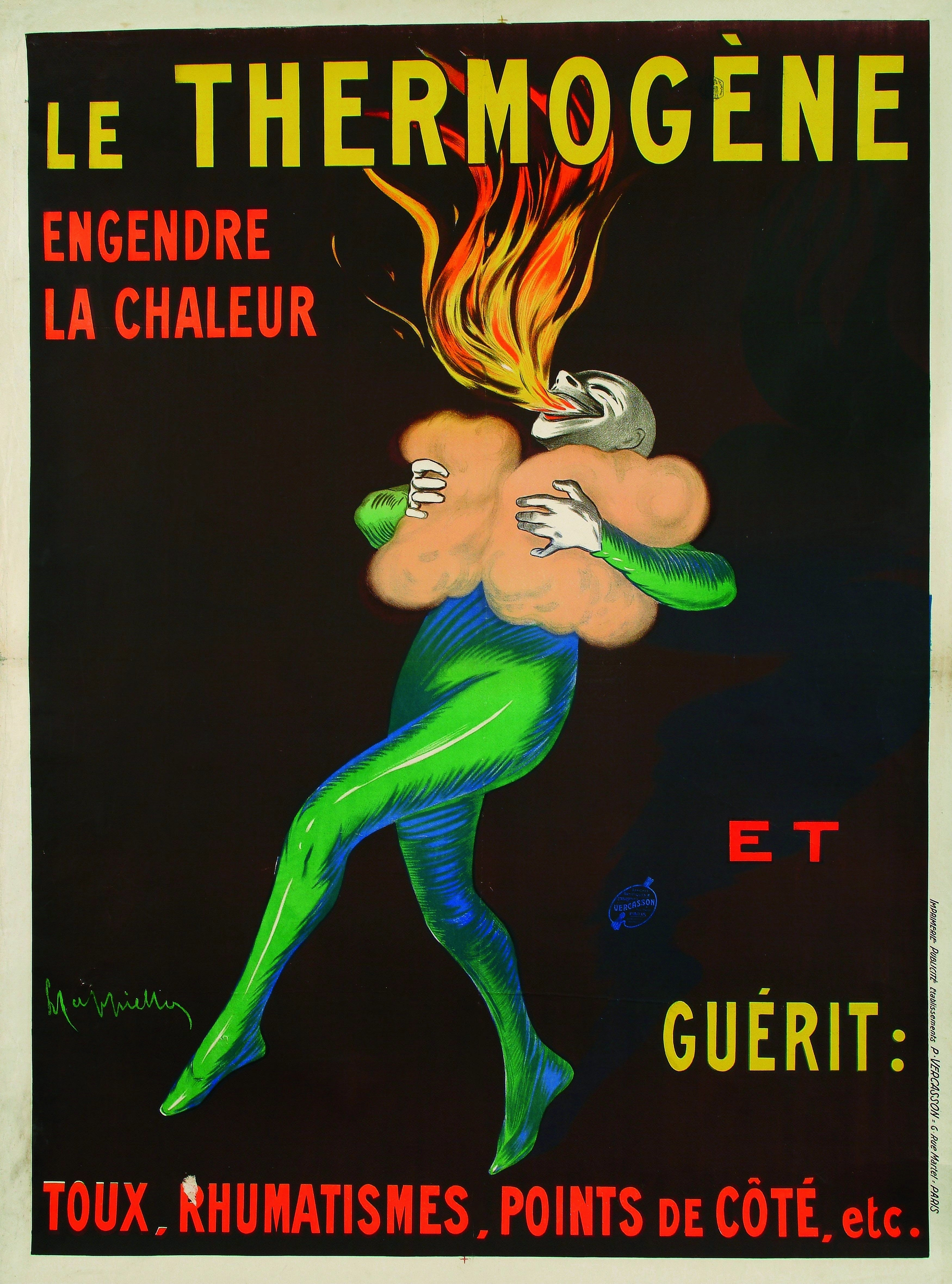
Le Thermogène (1909).
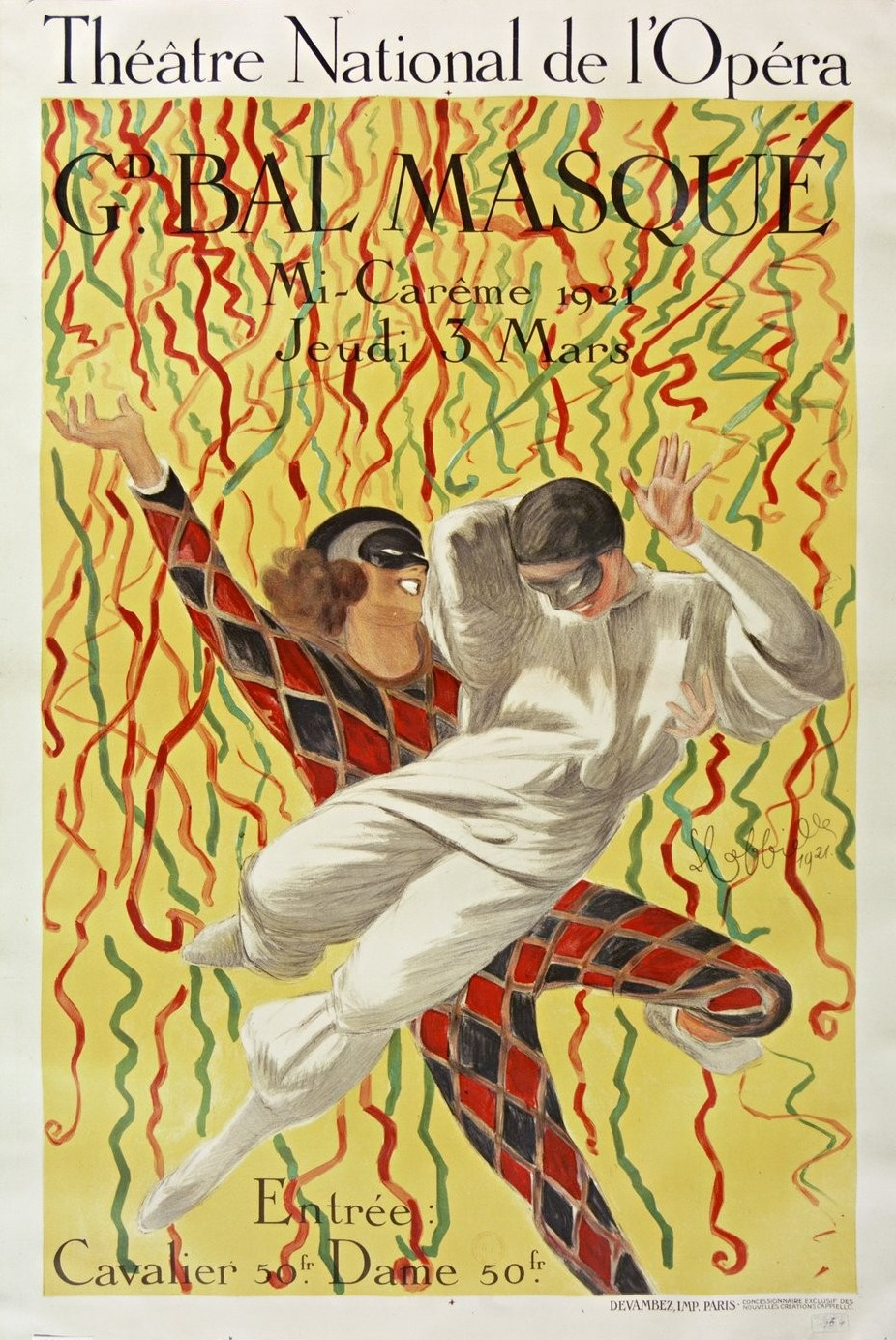
Théâtre national de l'Opéra. Grand bal masqué (1921).
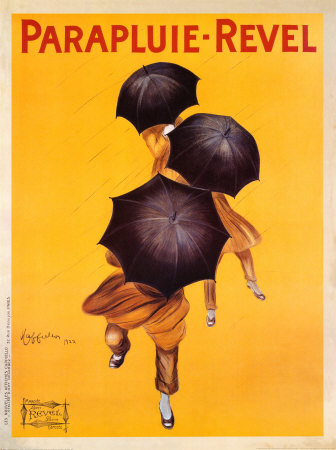
Parapluie Revel (1922).
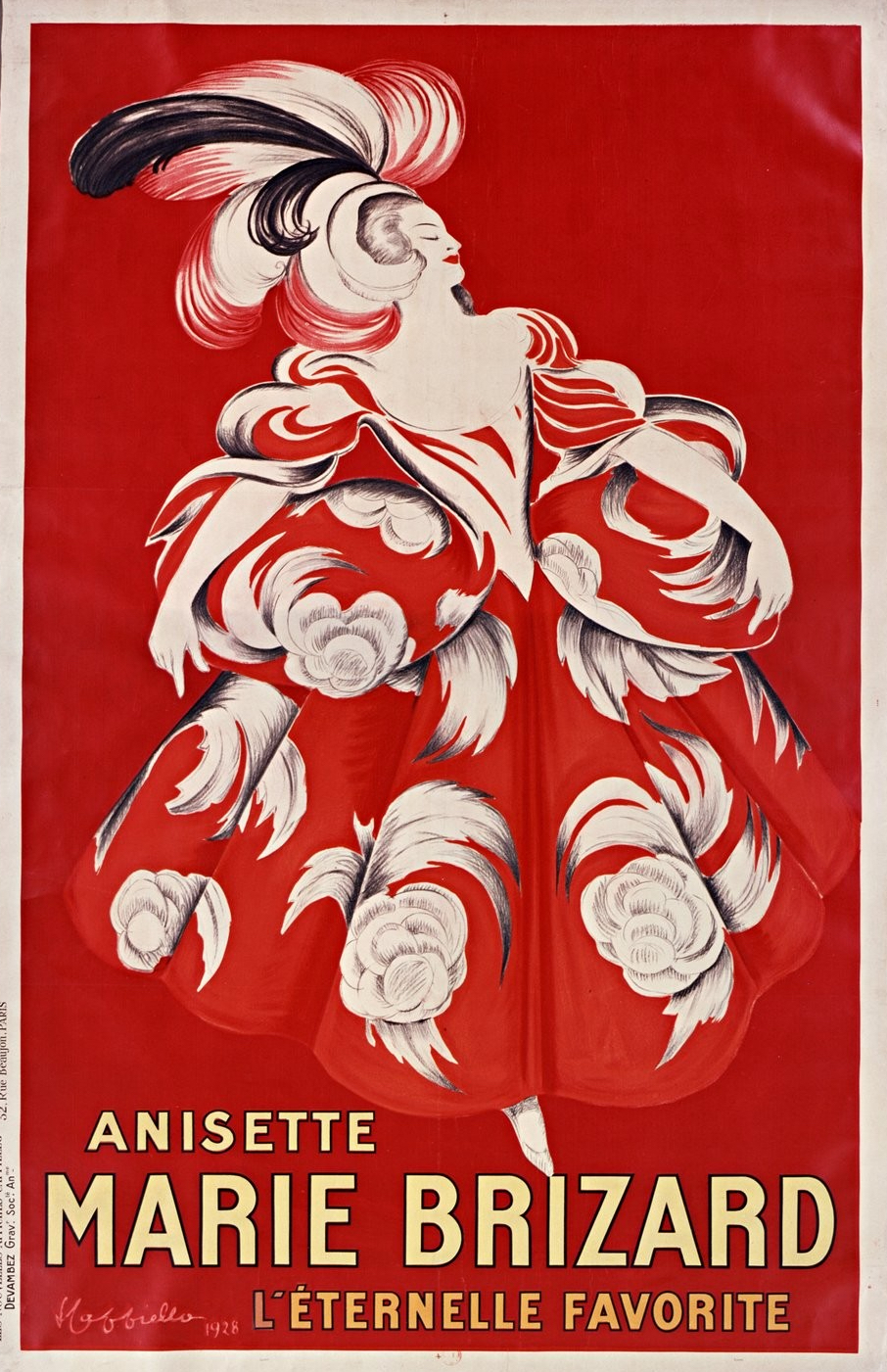
Anisette Marie Brizard (1928).
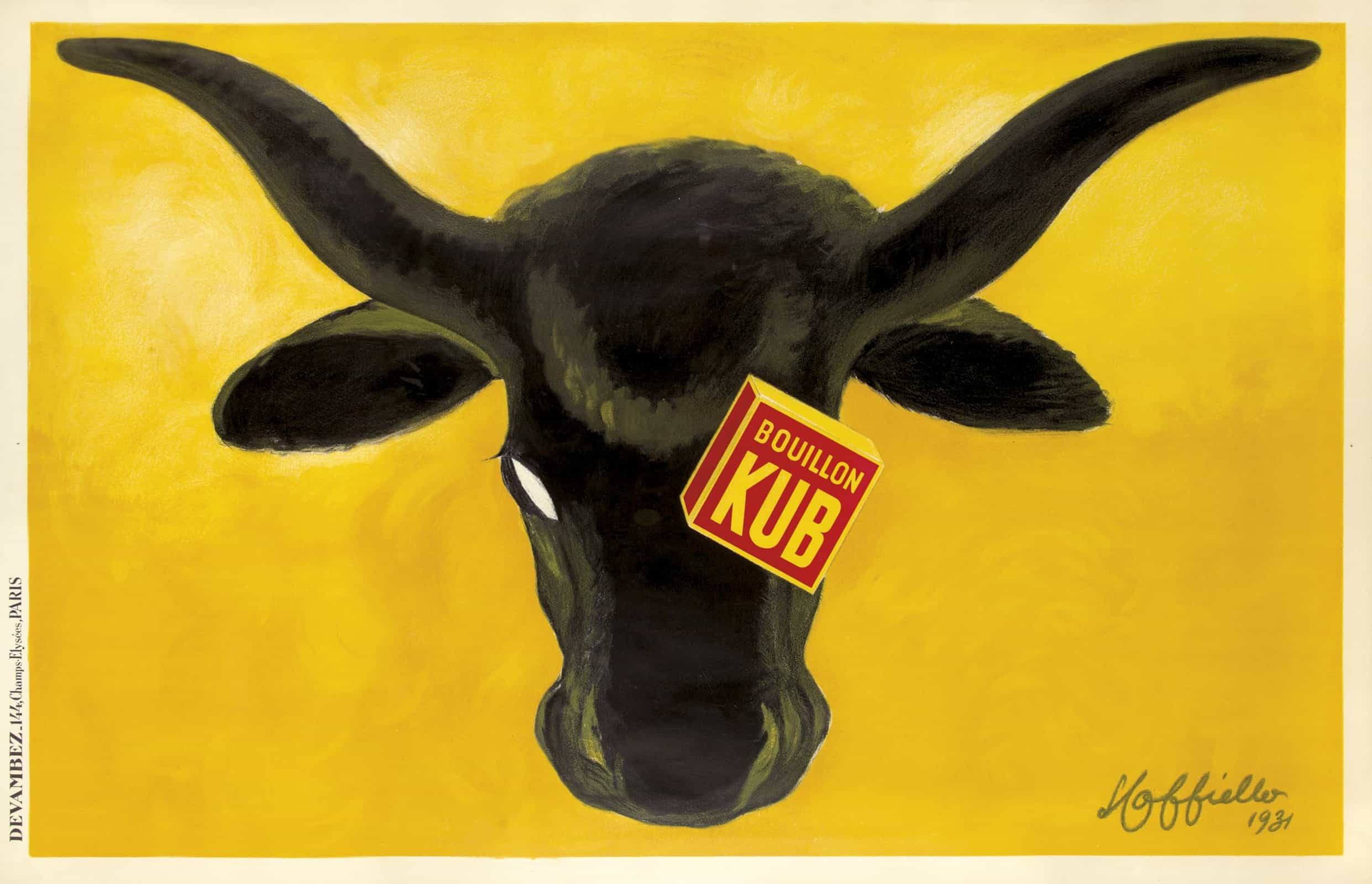
Bouillon Kub (1931).
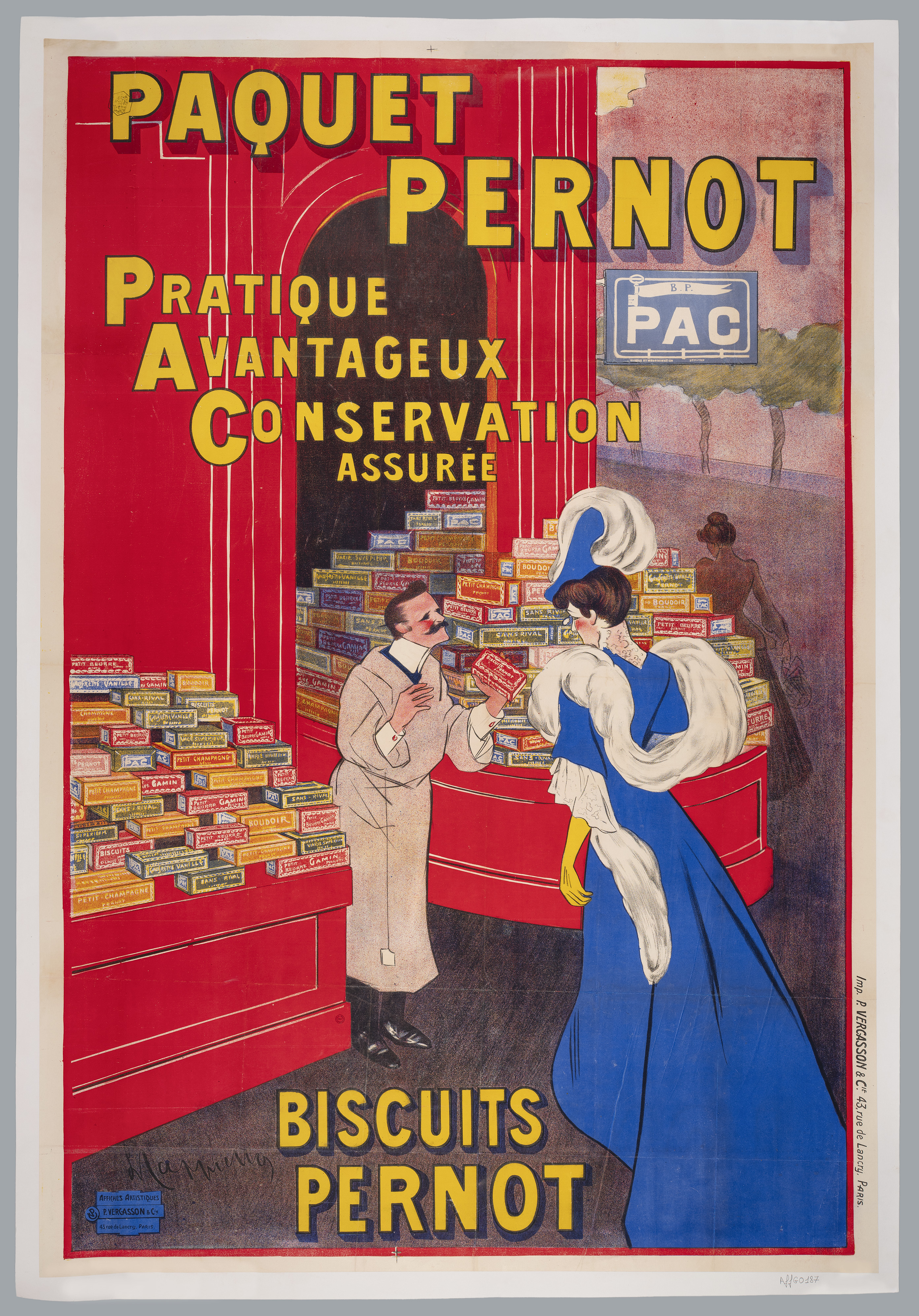
Paquet Pernot Biscuits Pernot 1905.

Caricatures par Leonetto Cappiello
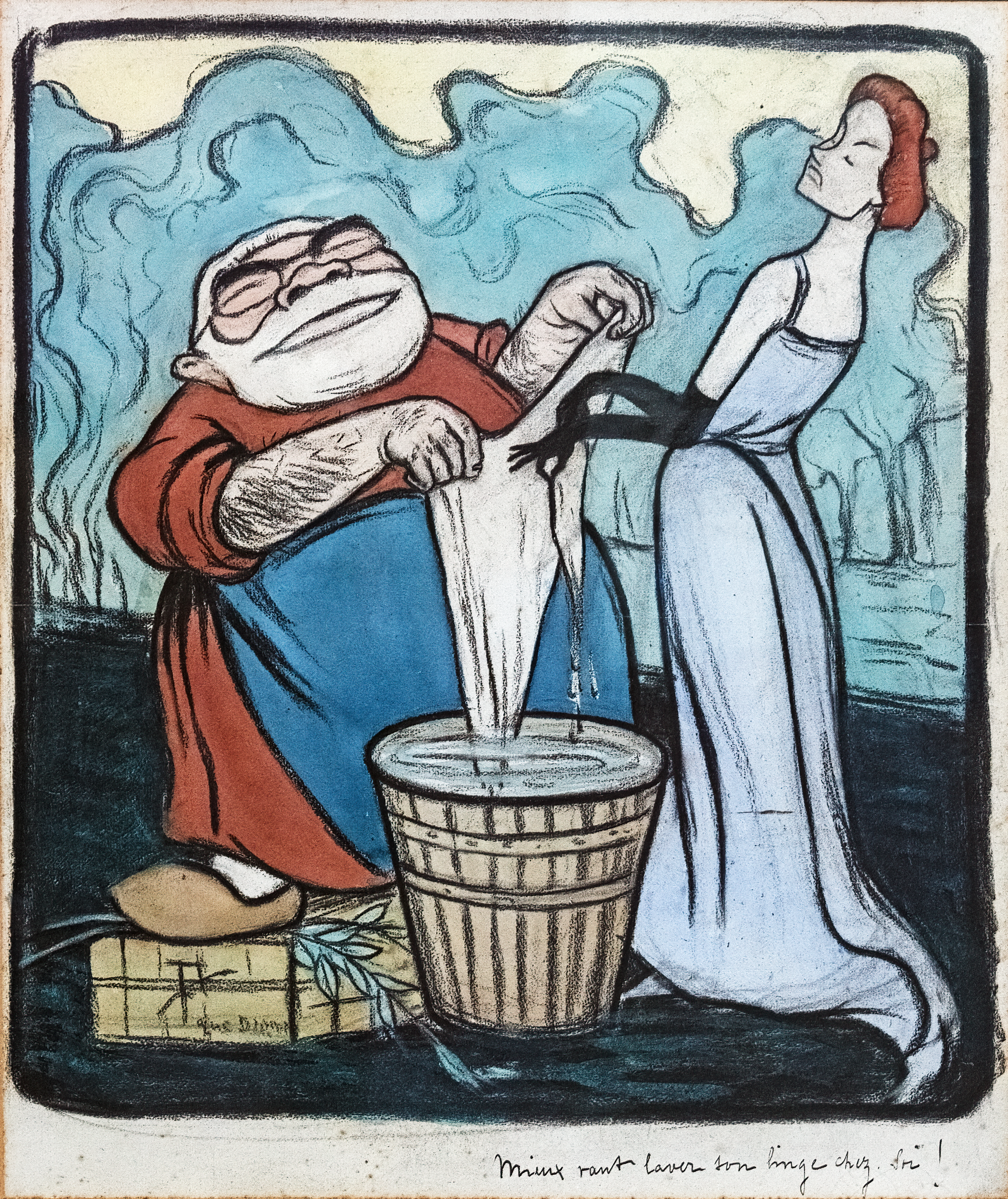
Mieux vaut laver son linge chez soi! paru dans Le Rire, novembre 1898
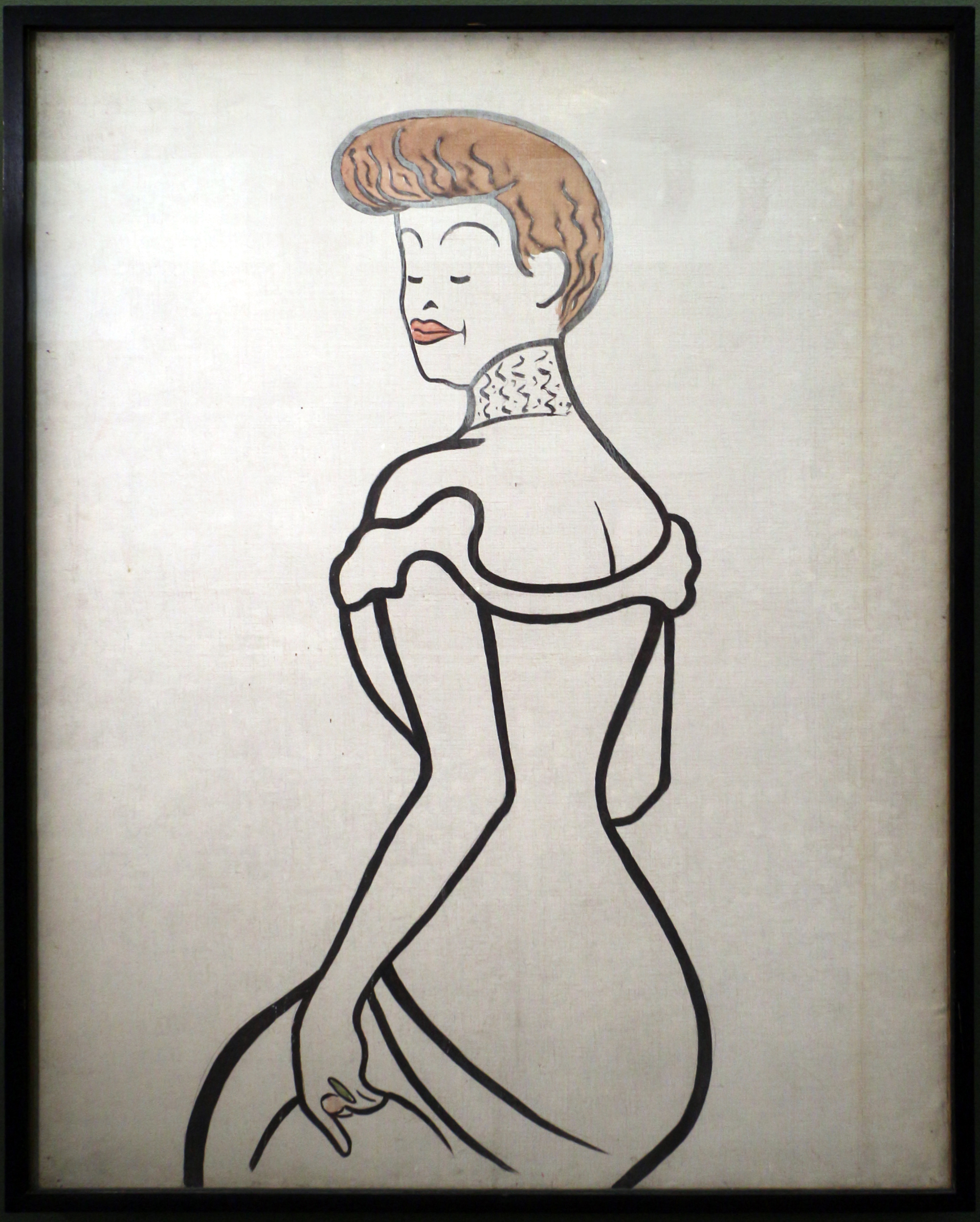
Réjane (1899), Paris, musée d'Orsay.
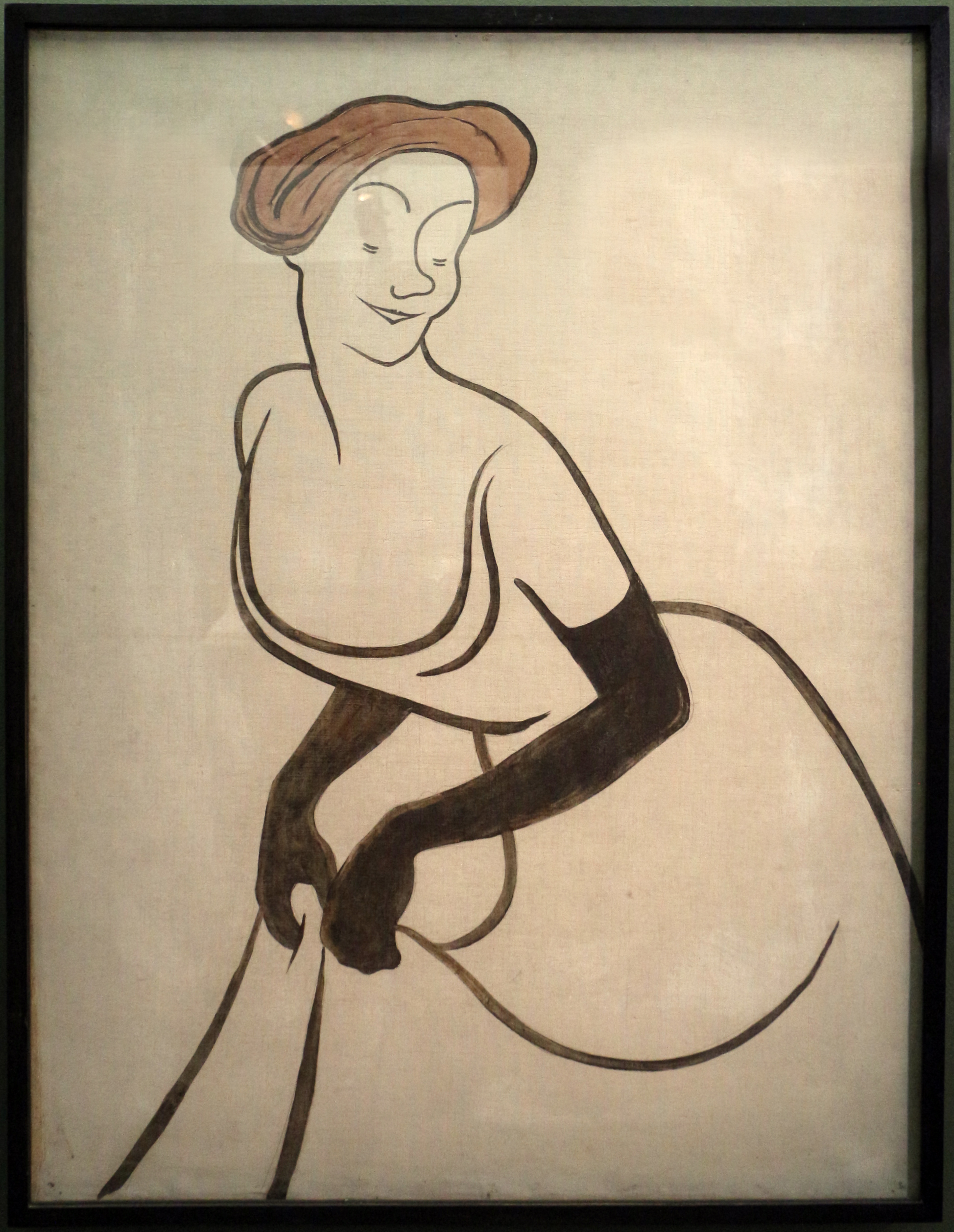
Yvette Guilbert (1899), Paris, musée d'Orsay.
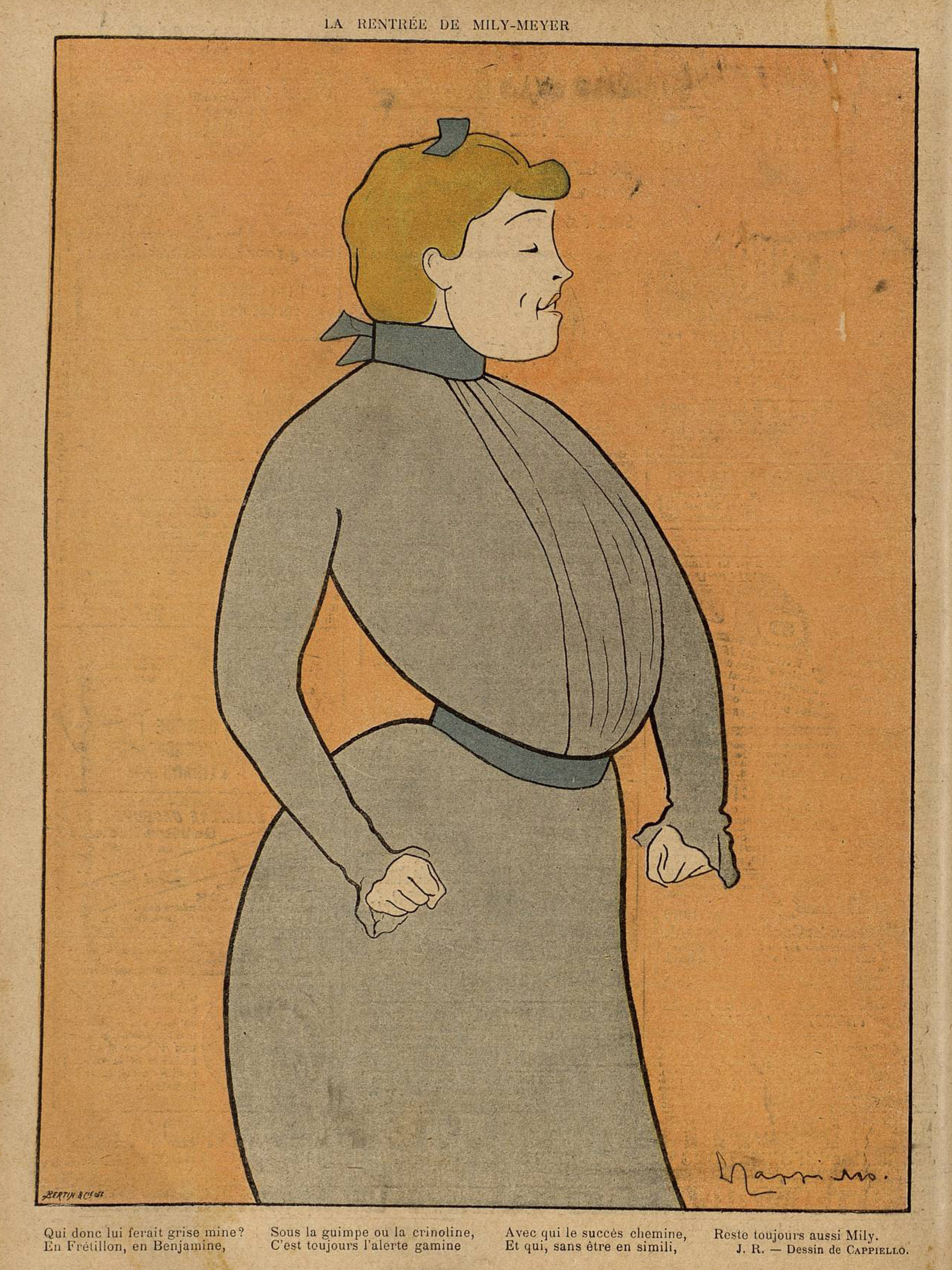
Mily Meyer, paru dans Le Rire, janvier 1902.
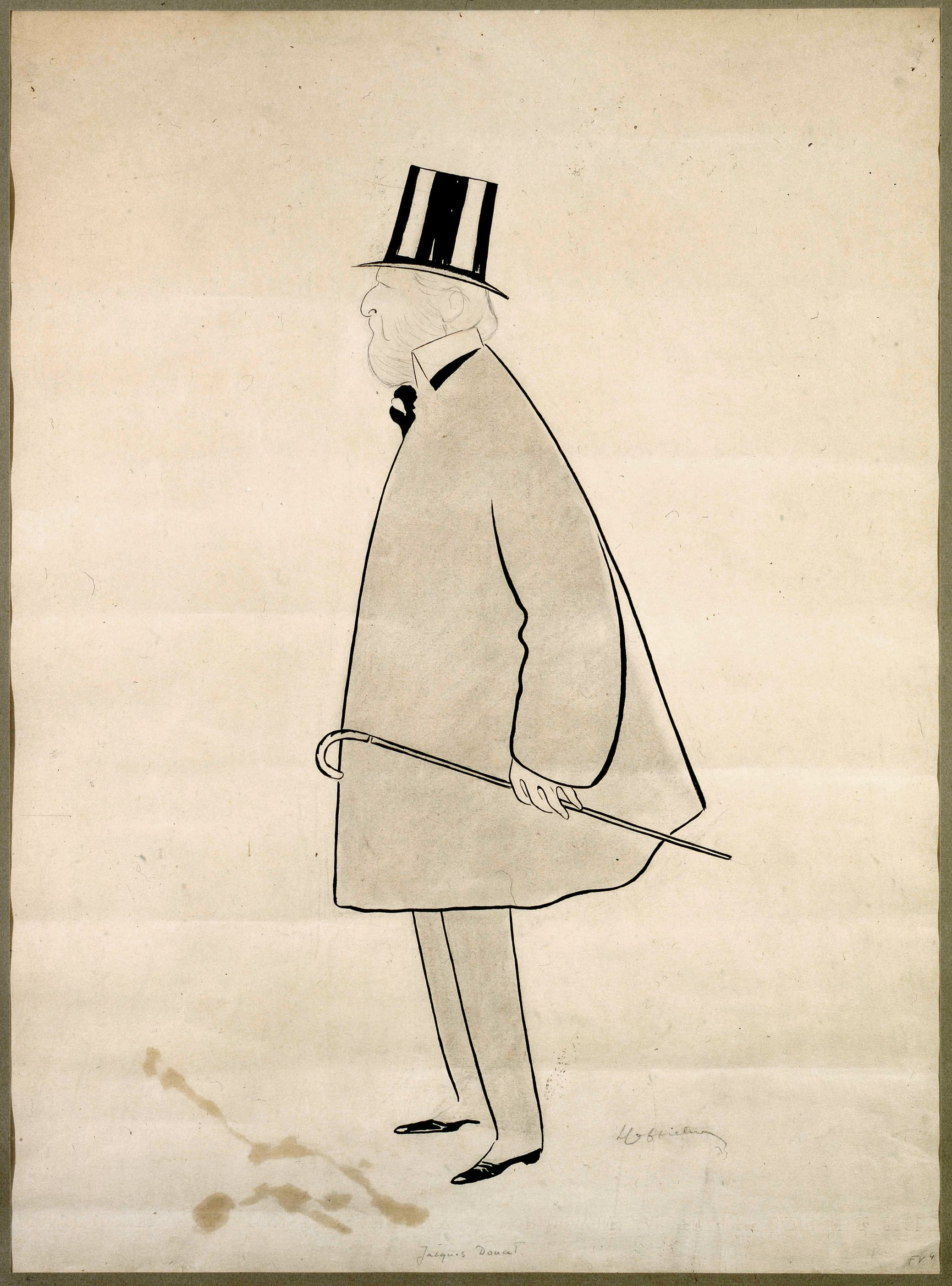
Jacques Doucet (1903), Paris, bibliothèque de l'Institut national d'histoire de l'art.
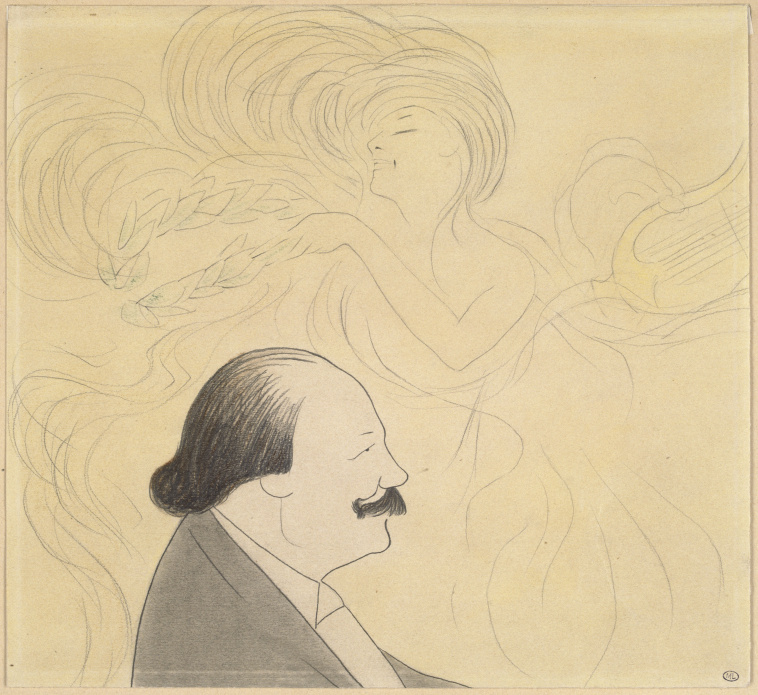
Jules Massenet au piano, couronné par une muse, détail, Paris, musée d'Orsay.